# Золка Четвёртая
Зо́лка Четвёртая (кабард.-черк. Еплӏанэ Дзэлыкъуэ) — река в республике Кабардино-Балкария. Протекает по территории Зольского района. Устье реки находится в 82 км по правому берегу реки Золка. Длина реки составляет 16 км, площадь водосборного бассейна 44,7 км².
Берёт своё начало с северного склона Джинальского хребта. Впадает в реку Золка к южной окраины села Светловодское.

## Данные водного реестра
По данным государственного водного реестра России относится к Западно-Каспийскому бассейновому округу, водохозяйственный участок реки — Кума от впадения реки Подкумок до Отказненского гидроузла. Речной бассейн реки — Бессточные районы междуречья Терека, Дона и Волги.
Код объекта в государственном водном реестре — 07010000612108200001973.